# 강원대학교 성조기 소각시위
강원대학교 성조기 소각시위는 1982년 강원대학교에서 반미 반독재 시위 중 미국 국기를 불태운 사건이다. 미국 성조기를 태운 청년들은 북한을 이롭게 하고 사회 불안을 야기했다는 이유로 국가보안법과 집시법 위반으로 대법원에서 유죄 판결을 받았다.
1980년 12월 31일 국가보안법이 개정된 이후 운동권 학생들에게 처음 적용된 사례이다.
표현의 자유에 관해 논의할 때 대표적으로 비교되는 사례이기도 하다. 비슷한 시기인 1984년 미국 택사스주 델러스에서 레이건 정부에 반대하며 일어난 성조기 소각 사건은 미국 대법원에서 표현의 자유를 인정해 무죄판결했지만 대한민국에서는 유죄판결을 받았기 때문이다.